# Aín Ziana
Aín Ziana (en árabe: عين زيانة‎, en francés: Aïn Ziana) es una localidad marroquí perteneciente al municipio de Beni Arós, en la región de Tánger-Tetuán-Alhucemas. Desde 1912 hasta 1956 perteneció a la zona norte del Protectorado español de Marruecos.